# Pons de Toulouse
Pour les articles homonymes, voir Pons II et Pons.
Pons Guillaume de Toulouse († 1060), également nommé Pons II est un comte de Toulouse, d’Albi, d’Agen et du Quercy de 1037 à 1060. Il était fils de Guillaume III, comte de Toulouse, et d’Emma, comtesse de Provence.

## Biographie
Il succède à son père en 1037, et hérite de la totalité de ses biens. Son frère Bertrand n’héritera de la Provence que bien plus tard, vers 1062, après la mort d’Emma. Sa première épouse, Majore, lui apporte des biens et des droits sur l’Albigeois et le Nîmois. En 1038, il partage l’évêché d’Albi avec Bernard Aton Trencavel. Sa politique d’acquisition est à l’origine de la puissance de la maison de Toulouse qui connaîtra un plein épanouissement avec le règne de son fils cadet Raymond de Saint-Gilles.
Il apparaît ensuite dans une charte de donation de 1040 en faveur de Cluny, puis une charte de Moissac de 1047 le qualifie de comte palatin. 
En 1054, Pons et son épouse Almodis de la Marche rencontrent Raimond-Bérenger Ier de Barcelone à Narbonne. Au retour d'un pèlerinage à Rome, le comte de Barcelone enlève Almodis,  avec l'aide d'une flotte envoyée par son allié, l'émir musulman de Tortosa. Ils se marient immédiatement dès le 12 novembre 1054, bien que leurs précédents conjoints soient encore vivants.
Pons meurt en 1063 à Toulouse et est inhumé dans l’église Saint-Sernin. Son testament lègue toutes ses possessions à son fils Guillaume, en précisant que s'il venait à mourir sans fils, le tout reviendrait à son dernier fils Raymond.

## Mariages et enfants
Il épouse en premières noces une Marjorie († 1044) dont on ne sait pas grand-chose, si ce n’est qu’elle lui apporte en dot des droits sur l’Albigeois et le Nîmois. Pérez de Urbel propose de l’identifier à Major de Navarre, fille de Sanche III, roi de Navarre et de Munia Major, comtesse de Castille, mais le silence des sources contemporaines rend peu probable cette hypothèse d’une origine royale. De ce mariage est né :
- Pons le jeune († 1063). L'existence de ce fils et surtout sa date de décès (deux ans après la mort de son père) posent problème. En effet, on ne comprend pas pourquoi son père ne le mentionne pas dans son testament, qui pourtant voit à long terme, car il prépare la succession du premier fils de son second mariage. Aucun document contemporain ne mentionne Pons le Jeune, dont l'existence apparaît dans les Europäische Stammtafeln[4] mais n'est pas mentionné par Magné et Dizel[5].

Veuf, il se remarie avec Almodis de la Marche († 1071), épouse d'Hugues V, seigneur de Lusignan, (dont le mariage est annulé pour cause de consanguinité) , et fille de Bernard Ier, comte de la Marche, et d'Amélie. De ce mariage sont nés :
- Guillaume IV († 1094), comte de Toulouse ;
- Raymond IV († 1105), comte de Saint-Gilles, puis de Toulouse et de Tripoli ;
- Hugues (attesté en 1063)[6] ;
- Almodis, mariée en 1066 à Pierre Ier de Melgueil, comte de Melgueil, et peut-être, avant 1088, à Robert, comte de Mortain[7].